# دانيال أوكونل
دانييل أوكونل (بالإنجليزية: Daniel O'Connell)‏ (بالأيرلندية:Dónall Ó Conaill) هو محامي وسياسي وقائد أيرلندي (6 أغسطس 1775 – 15 مايو 1847) عرف بالمحرر وهو أول القادة الأيرلنديين الكبار في مجلس العموم، وبانتصاره الساحق في انتخابات 1828 أجبر الحكومة على أن تقبل قرار التحرير الذي طبق في السنة اللاحقة ليسمح للكاثوليك بأن تكون لهم مقاعد في البرلمان والوظائف العامة.

## بدايات حياته
كان قد ولد على 6 أغسطس 1775 قرب كاهيركيفين وهي بلدة صغيرة في كيري. وكان سليل أسرة من الزعماء الكلتيين الذين فقدوا أراضيهم في حروب أيرلندا، وقد أحس بالثقل الكبير لقانون العقوبات القاسي الذي سيطر لمدة طويلة على الأيرلنديين الكاثوليك. أسلافه في القرن الثامن عشر أرسلوا المجندين إلى اللواء المشهور للمنفيين الأيرلنديين في حرب فرنسا، وأولئك الذين بقوا في الوطن إما عاشوا كمستأجرين على الأملاك التي منها ما كانوا يملكونها أو كسبوا عيشهم بالتهريب وهو ما كان شائعا في تلك المنطقة الموحشة. وبهذا الشكل ورث من سنواته الأولى بعض تقاليد المنشأ والمكانة العالية وكره شديدا للحكم البريطاني في أيرلندا والمالكين المهيمنين للأراضي وكذلك ارتباطا قويا بإيمانه المضطهد، ومهارة في تجنب القوانين؛ وهذه التأثيرات يمكن تتبعها في مهنته اللاحقة.

## تعليمه
بينما كان ولدا تم تبنيه من قبل عمه، موريس أوكونل من ديرينين، وأرسل إلى مدرسة في كوينزتاون، واحدة من أوائل المدارس التي سمحت لها الدولة في تلك الأيام للتعليم الكاثوليكي؛ وبعد بضعة سنوات بعد ذلك أصبح طالبا (كما كان مألوفا مع الشبان الأيرلنديين من طبقته) في الكليات الإنجليزية في سانت أومر ودواي في فرنسا. هذه السنوات التي قضاها في فرنسا كان لها تأثير فاصل في تكوين حكمه على المسائل السياسية المهمة. وقد كان شاهد عيان في أكثر من مناسبة على حماقات وتجاوزات الثورة الفرنسية؛ وهذه المشاهد لم تزد فقط حبه لكنيسته لكنها أيضا أشعرته بالخوف من الفوضوية ومن الحركات الشعبية التي انتهت أغلبها بإراقة الدماء ومن وجهات النظر الشيوعية والاشتراكية التي ميزته بعد مماته. إضافة إلى هذه التجارب أيضا، نحن قد ننسب وقاره للقانون لحقوق الملكية وللشكل الملكي للحكومة الذي يظهر أنه اقتنع به فأصبحت لديه صبغة محافظة.

## عمله في المحاماة
في عام 1798 دخل المحاماة في أيرلندا، وارتفعت مكانته سريعا بين المحامين والوكلاء. هذا الموقع كان قد استحقه بسبب مهارته في قيادة الدعوات، وخصوصا في فحص الشهود، وهو ما لم ينافسه عليه أحد في سلك المحاماة في أيرلندا. كان بجانب هذا محاميا شاملا وكان على دراية بالعلوم، وعلى اطلاع جيد بكل فرع من فروع القانون، وخصوصا تسيّد في كل ما يتعلق بالتشريع الجنائي والدستوري. وأيضا كان خطيبا بارعا وبليغا، بالكاد كان عنده نظير في فن كسب المحلفين في المحاكم العدلية رغم أن خطبه كانت شديدة الحزم بعض الشيء.
لفهم عظمة أوكونل يجب أن ننظر إلى مجال السياسة الأيرلندية. من شبابه أدار رأسه نحو أحوال المعيشة في أيرلندا وجموع شعبها. وكانت القوانين الشديدة قد خففت في بعض المواضع، لكن الكاثوليك ما زالوا تحت حكم الأقطاع، وما زالوا منبوذين مقارنة مع البروتستانت. وكان تمرد ثيوبالد وولف تون عام 1798 والاتحاد مع التاج البريطاني بعد سنتين قد حطما آمال الزعماء الكاثوليك، وبدت فرصهم في النجاح بعيدة جدا في السنوات الأولى من القرن التاسع عشر عندما وافق أوكونل الذي لم يزل محاميا مجهولا على المضي في قضيتهم.
إلى هذه النقطة، كانت القضية في يد غراتان وبروتستانتيين آخرين وجماعة صغيرة من النبلاء والأساقفة الكاثوليك؛ لكن جهودهم لم تحقق الكثير، وهدفوا فقط للحصول على نوع من التسوية، والتي كانت ستضع كنيستهم تحت إمرة الدولة، بينما يقدمون ادعاءاتهم الرئيسية. أدخل أوكونل سياسة مختلفة، وأعطى الحركة الكاثوليكية طاقة لم تكن قد امتلكتها من قبل.

## قيادة الكاثوليك

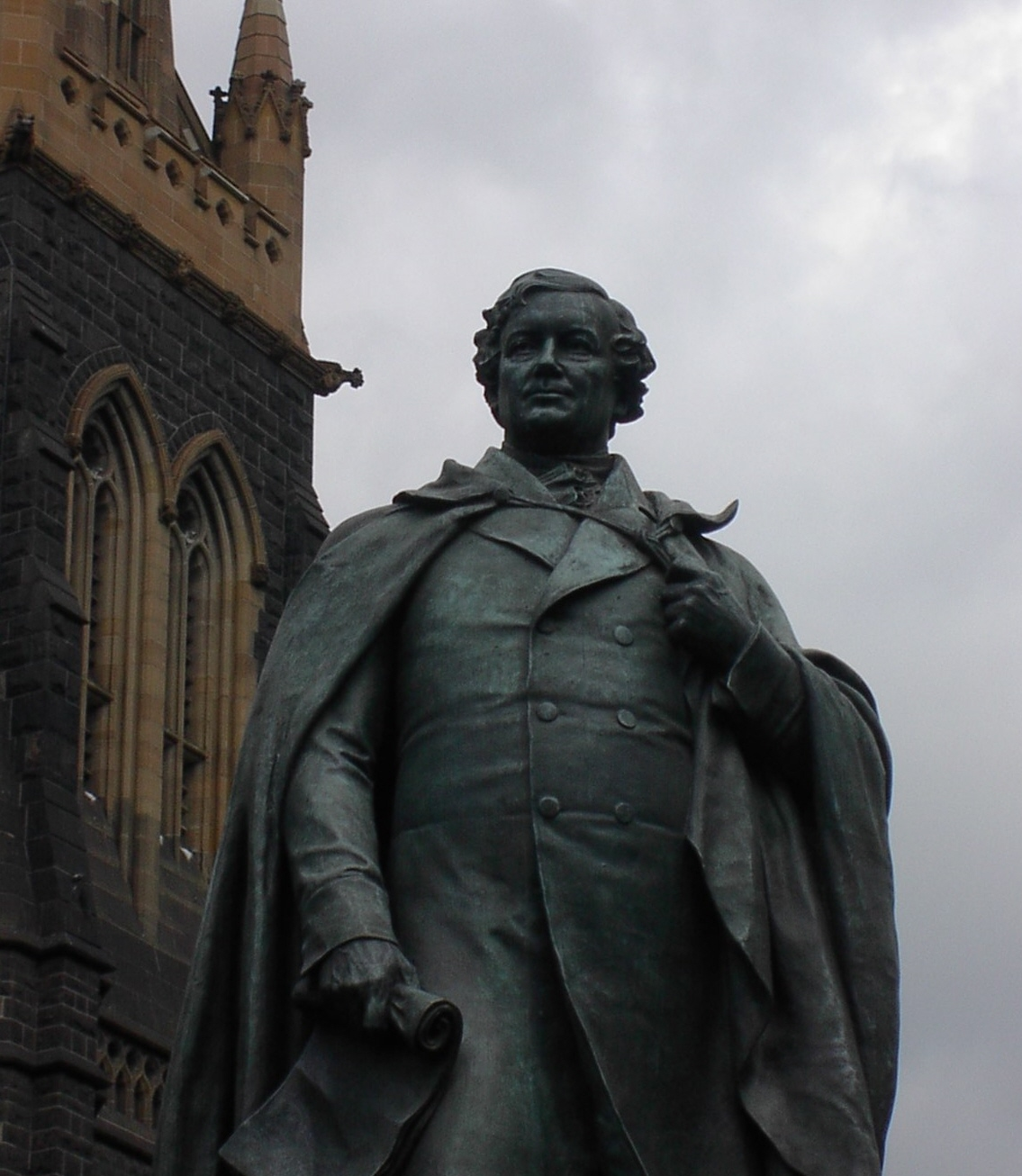
تمثال أوكونل أمام كاتدرائية القديس باتريك في ملبورن

كان نفسه كاثوليكيا منذ الولادة وشخصية عبقرية، كرس قلبه وروحه إلى القضية، وشخصيته وأعماله السابقة جعلاه البطل الذي أكد نصره في النهاية. وقد قام بخطة جريئة لدمج ملايين الكاثوليك الأيرلنديين تحت إشراف الكهنة المحليين إلى اتحاد واسع ضد النظام الحالي، وعارض كل تنازل عن المطالب الكاثوليكية من كل حزب معارض في الدولة بغضب، وواصل مساعيه بشكل مستمر، واعتنق مطالب كل الناس، لكنه بقى ضمن حدوده الدستورية، مع ذلك فقد هددت آراؤه بهز كيان المجتمع.
نجح بشكل تدريجي في تنفيذ غرضه، فالجمعية الكاثوليكية قد شكلت وكانت صغيرة في بادئ الأمر بدأت تنمو ببطء ولكن بثبات؛ ومحاولات الحكومة والإدارات المحلية لإحباطها فشلت بمهارته في استخدام القوانين بعديد الأنواع؛ وأخيرا بعد نزاع لسنوات، كل أيرلندا الكاثوليكية وقفت صفا وراء رجل في منظمة ذات قوة هائلة طالبت بحقوقها. كان أوكونل قد أمن قبل فترة طويلة صعوده بشكل سهل ولا يقبل الجدال، ووقف على رأس الحركة الوطنية العظيمة؛ لكن من الملاحظ بالرغم من أنه مسيطرا هو والكهنة من البداية إلى النهاية، لم يكن مشتركا في المصالح مع جماعات الغوغاء والعصابات والعنف الذي كان ملازما لهم.

## دخوله مجلس العموم

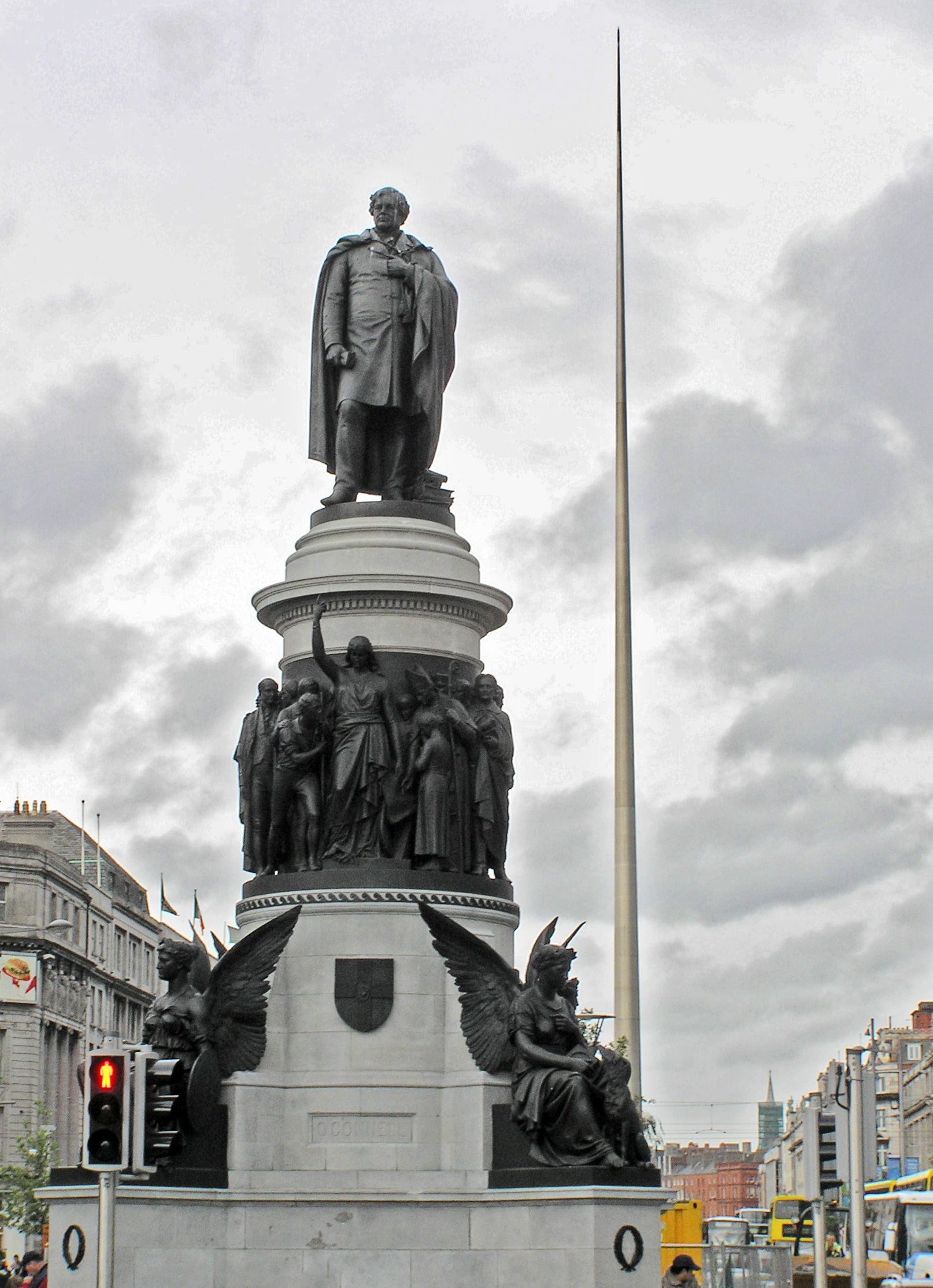
تمثال أوكونل في دبلن

انتخابه في مقاطعة كلير عام 1828 أثبت أنه مهد السبيل للتغيير الحتمي، والمطالب الكاثوليكية حققت في السنة التالية، ولم يعجب هذا الأيرلنديين البروتستانت وكذلك الحكومة التي عادته جهارا إلى النهاية، لكنها غير قادرة على مقاومة الضغط الهائل للناس الذين اتحدوا مصرين على تحقيق العدالة. والنتيجة بما لا شك فيه يعود الفضل في أكبرها إلى عزيمة وعبقرية رجل واحد، ولو أن القضية الكاثوليكية كان من الممكن أن تحل بأي احتمال بمرور الزمن؛ ويجب أن يضاف بأن نصر أوكونل الذي أظهر أن أي مطالبة يمكن أن تؤثر في أيرلندا، كان أبعد من أن يقوم بعمل جيد خالص لبلاده.
انضم أوكونل إلى حزب الأحرار (الويغز) عند دخوله البرلمان، وأعطى يد المساعدة في قضية الإصلاح. وكانت المناقشات حول المسألة الكاثوليكية قد سرّعت الإحساس بالأخطاء الموجودة في أيرلندا، والكاثوليك الأيرلنديون انشغلوا لمدة طويلة في حملة ضد ضرائب العشر والكنيسة الأنغليكانية المؤسسة التي كانت رمزا لندني أحوالهم في الدولة. من المشكوك فيه إن كان أوكونل قائدا أو منقادا؛ وكانت الحركة قد تجاوزت سيطرته، والبلاد أرهبت لعدة شهور بمشاهد الجرائم والدم.
تقدم اللورد غري بقوانين قمعية لردع أعمال الفوضى، وعارضهم أوكونل بحدة شديدة، وهو ما كان يبدو أنه خروج عن مبادئه، لكنه طبيعي في حالة منبر شعبي. وسبب هذا الشقاق بينه وحزب الأحرار؛ لكنه عاد تدريجيا إلى ولائه لهم عندما ألغوا ضرائب العشر على أيرلندا، وقللوا عائدات الكنيسة المؤسسة وسعوا لعلمنة الفائض. في هذا الوقت حصل أوكونل على موقع السمو العظيم في مجلس العموم: وكمناظر وقف في الرتبة الأولى، مع ذلك دخل St ستيفن بعد خمسون؛ وخطاباته كبيرة وقوية في حججها، بالرغم من أنها قد بذيئة وخشنة في أغلب الأحيان، ومزج فيها بغرابة التملق بتذلل والترهيب الفظ، ولكنها تركت انطباعا قويا ولو لم يكن سارا.
دعم أوكونل حكومة اللورد ملبورن بثبات، وأعطاه مساعدة ثمينة في قراراته العامة، وأبدى موافقته الودية مرارا وتكرارا على سياسته في تقدم الكاثوليك الأيرلنديين إلى مراكز الثقة والقوة في الدولة، مع أنه رفض شخصيا مركزا قضائيا عاليا. وقد كان تحرريا وليس راديكاليا بالنسبة إلى القرارات المعدة لإثبات حرية الإنسان، ومع ذلك بقي تابعا متشددا لمذهب روما، وقد دعا لحقوق الضمير وتحرير العبيد والتجارة. لكن كرهه المتجذر للنظريات الديمقراطية (التي استوردت من فرنسا، والتي كانت تشق طريقها تدريجيا إلى إنجلترا) نما بقوة مع تقدمه بالعمر. وآراؤه المحافظة كانت ظاهرة جدا في كراهيته للمذاهب الاشتراكية. وعارض في الحقيقة قانون الفقراء الأيرلندي (الذي ينظم إعالة الفقراء والمحتاجين) لأنه رآه تشجيعا للروح الشيوعية؛ أعلن إحدى الحركات ضد الإيجار أنها جريمة؛ ومع ذلك كان متعاطفا بقوة مع الفلاحين الأيرلنديين، ودعا للإصلاح في مدة خدمته، من الصعب التخيل بأنه كان يمكن أن يوافق على المبدأ الأصلي لقانون الأرض الأيرلندي عام 1881 والتعديل القضائي للإيجار من قبل الدولة.
غير أوكونل سياسته الأيرلندية عندما أصبح بيل وزيرا عام 1841. وأعلن بأن نظاما محافظا في بلاده كان غير متوافق مع الحكومة الجيدة، وبدأ حملة لإبطال الاتحاد. إحدى دوافعه في أخذ هذا المنحى بلا شك كان كراهيته الشخصية القوية لبيل والذي كان على صدام دائم معه، والذي اختصه عام 1829 بإهانة واضحة.
على الرغم من هذا كان أوكونل مخلصا وثابتا في أعماله: فقد شجب الاتحاد بين بريطانيا وأيرلندا في شبابه كعقبة في القضية الكاثوليكية؛ وتكلم ضد القوانين في البرلمان؛ ورأى أن مطالب أيرلندا وضعت جانبا أو أهينت من قبل من يعتبرهم جهة أجنبية؛ ومع أنه توقف لبضع سنوات ليطالب بإبطال القانون، واعتبره كوسيلة لا غاية. من الملاحظ بأن بحكمه أن إبطال الاتحاد لا يضعف الرباط بين بريطانيا العظمى وإيرلندا؛ ولم يكن لديه شيء مشترك مع الثوار الذين أعلنوا في فترة لاحقة افتراق البلدين بالقوة وبشكل مفتوح. ا
المنظمة التي أحدثت مثل هذه النتائج الرائعة أعوام 1828 – 1829 تم تجديدها للمشروع الجديد. الاجتماعات الهائلة التي نظمها الكهنة، ووجها أو سيطر عليها أوكونل، اجتمعت في أعوام 1842 – 1843، ومن المحتمل تسعة أعشار الكاثوليك الأيرلنديين كانوا متفقين على الإبطال. ويبدو أن أوكونل رأى أن النجاح مؤكد؛ لكنه لم يدرك الاختلاف الجوهري بين جهوده السابقة والتالية. وبعد أن بعض التردد صمم بيل على قمع حركة الإبطال. وأعلنت الاجتماعات الموسعة غير قانونية، وفي أكتوبر 1843 اعتقل أوكونل ووضع على كفالة مع عشرة أو إثني عشر من أتباعه الرئيسيين. وأدين (فبراير 1844) بعد المحاكمات التي تلت، لكنها لم تكن نماذج جيدة عن العدالة، وتلقى حكما بالسجن لمدة سنة وغرامة 2000 جنيه وقد نقضت بطلب لإعادة النظر قدمه مجلس اللوردات (سبتمبر 1844)، وهو وزملائه أصبحوا أحرارا ثانية.

## سنواته الأخيرة

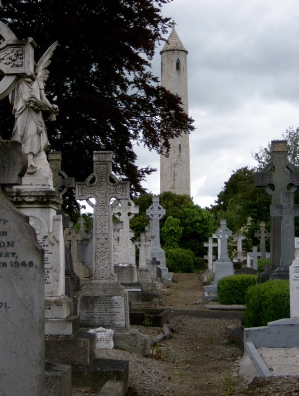
مقبرة غلاسنيفين (البرج الدائري يشير إلى قبر أوكونل)

سحر قوة أوكونل كان قد اختفى؛ وعانت صحته كثير من فترة الحجز القصيرة؛ وكان يقارب على سنته السبعين؛ وكان قلق ومتألما من نمو فريق من جهة الإبطال كانت قد سخرت من وجهات نظره، ودعت للأفكار الثورية التي خاف منها ومقتها دائما. وقبل أن تحل المجاعة على أيرلندا، وخلال هذه المحنة شلت حركة الإبطال وانهارت كليا. ومات أوكونل في 15 مايو 1847 في جنوا بينما على طريقه إلى روما. وأعيد جثته إلى دبلن ودفن في مقبرة غلاسنيفين.

## شخصيته

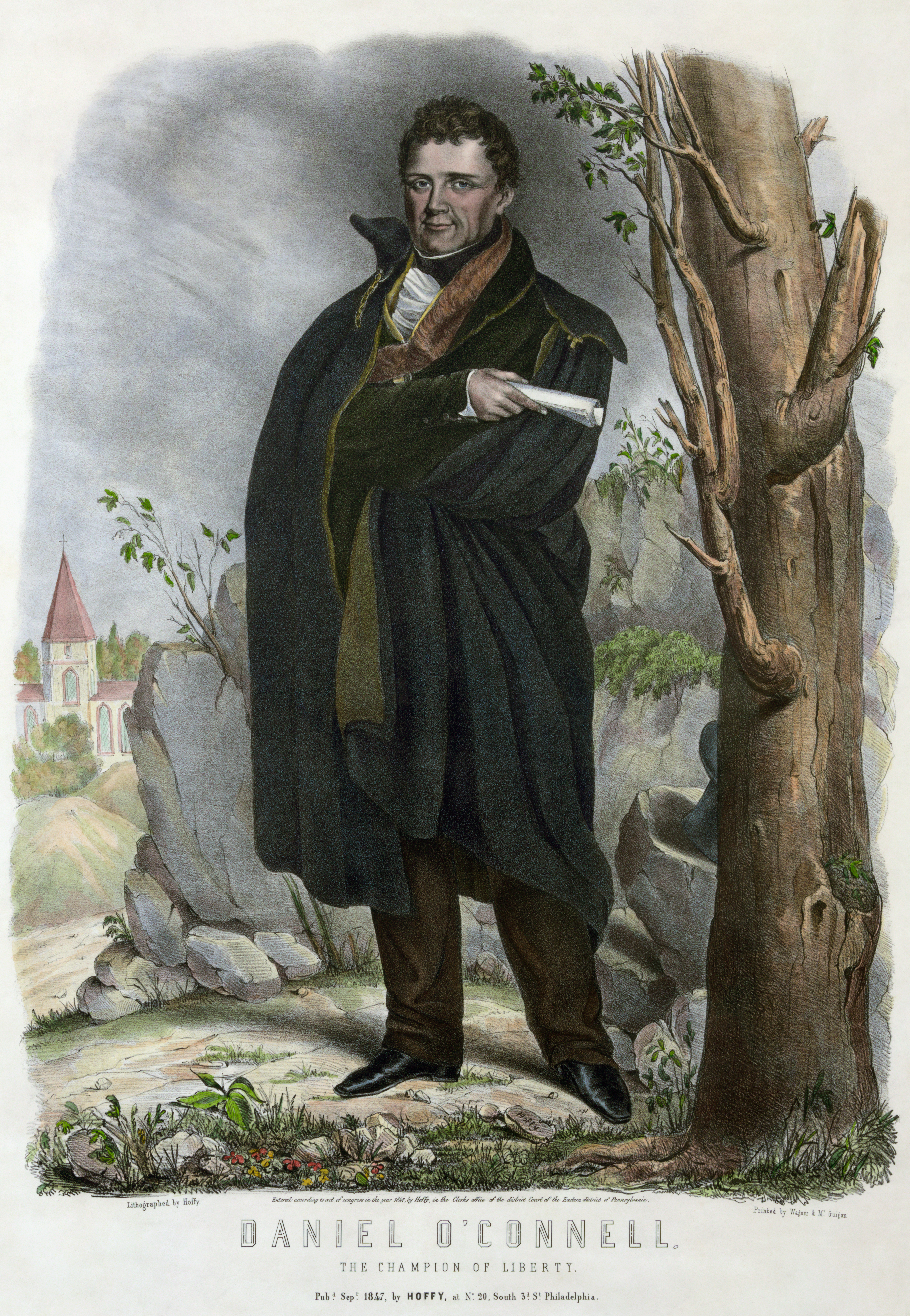
"دانييل أوكونل:بطل الحرية" في ملصق نشر في بنسلفانيا العام 1847

كان أوكونل رجلا مميزا بمعنى الكلمة، بما لديه من بنية جسمانية، وبما له من جاذبية كزعيم شعبي. أيرلندا الكاثوليكية لا تزال تدعوه «محررها»؛ والتاريخ سيقول عنه بأن رغم بعض عيوبه فقد كان لديه المواهب العديدة والعظيمة، بأنه كان خطيبا من طراز رفيع وامتلك الحكمة والحذر والكياسة الموجودة لدى سياسي حقيقي. على الرغم من هذا فلم يخفق في تحقيق الهدف الرئيسي لحياته فحسب، لكن وليام ليكي يلاحظ بشكل حاد «أنه بتضحية فردية عمل محامي الإبطال العظيم أكثر من أي شخص آخر لجعل الاتحاد ضرورة. . . . وحطم العاطفة بين الناس وزعمائهم الطبيعيين؛ ورمى المشكلة إلى أيدي الرجال الذين أخضعوا كل المواطنين إلى الاعتبارات الدينية، أو إلى أيدي مغامرين متهورين وجهلة وغشاشين.» تزوج أوكونل في عام 1802 من ابنة عمه ماري أوكونل، والتي أنجب منها ثلاث بنات وأربعة أبناء هم موريس ومورغان وجون (1810 – 1858)، المعروف ب«المحرر الشاب»، ودانييل، الذين كان لهم كلهم في البرلمان.
نشر ابنه جون سيرة حياته عام 1846 وأيضا ذكريات وتجارب عام 1849. هناك سير شخصية أيضا بقلم و. فاغان عام 1847، وم. ف. كيوزاك عام 1872، وج. أورورك وأوكيف عام 1875، ج. أ. هاملتون عام 1888.

## روابط خارجية
- دانيال أوكونل على موقع الموسوعة البريطانية (الإنجليزية)
- دانيال أوكونل على موقع إن إن دي بي (الإنجليزية)